# 중구 (인천광역시)
중구(中區)는 대한민국 인천광역시 중부에 있는 구이다. 중구는 1883년 인천항 개항 때부터 동구와 같이 인천광역시의 원도심을 이루었고, 1989년에 영종도, 용유도 등이 편입되었다.
중구에는 대한민국의 항공 관문인 인천국제공항과 서해안 최대 항구인 인천항이 있다. 인천공항 인근 영종도 지역은 인천경제자유구역 및 영종국제도시로 개발 중이다.

## 연혁
- 백제 시대 : 미추홀
- 1018년 고려 현종 9년 : 수주군으로 개칭
- 1096년 고려 숙종 : 인주로 개편
- 1390년 고려 공양왕 : 경원부로 개편
- 1392년 조선 태조 원년 : 인주로 환원
- 1413년 조선 태종 13년 : 인천군으로 개편
- 1460년 조선 세조 : 인천도호부로 승격
- 1906년 : 인천부 다소면 일부(현 중구 내륙 지역)가 부내면으로 개편
- 1910년 : 인천부 설치
- 1949년 8월 15일 : 인천부를 인천시로 개칭
- 1956년 11월 23일 : 인천시 중부출장소 설치[3]

### 중구 설치 후
- 1968년 1월 1일 : 구제가 실시되어 경기도 인천시 중구가 설치되었다.[4]
- 1973년 7월 1일 : 동구에서 월미도를 편입하였다.[5]
- 1981년 7월 1일 : 인천직할시 중구로 개칭하였다.
- 1985년 11월 15일 : 연안동을 중앙동에서 분동하였다. (13행정동)
- 1988년 5월 1일 : 자치구제가 실시되어 자치구로 승격하였다.
- 1989년 1월 1일 : 경기도 옹진군 영종면, 용유면 일원을 편입하였다.[6]
- 1995년 1월 1일 : 인천광역시 중구로 개칭하였다.
- 1998년 10월 11일 : 내경동과 인현동을 동인천동으로 합동하고, 중앙동을 신포동에, 신선동을 신흥동에 각각 합동하였다. (10행정동)
- 2012년 1월 1일 : 운서동(구 영종출장소 운서지소)을 영종동에서 분동하였다.[7] (11행정동)
- 2018년 1월 1일 : 영종1동을 영종동에서 분동하였다. (12행정동)
- 2021년 7월 1일 : 북성동과 송월동을 개항동으로 합동하였다. (11행정동)
- 2023년 3월 24일: 도원동 일부와 미추홀구 숭의동 일부를 교환해 구의 경계를 조정하였다.[8]
- 2024년 1월 1일 : 영종2동을 영종1동에서 분동하였다. (12행정동)
- 2026년 1월 1일 : 운서동을 운서1동, 운서2동으로 분동할 예정이다. (13행정동)

## 행정 구역
인천 중구의 행정 구역은 11개 동으로 구성되어 있다. 면적은 140.36 km2이고, 2022년 12월 말 주민등록 기준으로 인구는 15만 2,931명, 7만 5,960가구이다. 중구는 인천항을 중심으로 도심을 이룬 원도심권과 인천국제공항의 개항으로 2000년부터 신도시를 개발·확장하고 있는 영종도권으로 나눌 수 있는데, 인구가 계속 줄어들고 있는 원도심권과 달리 영종도권의 인구는 공항이 개항한 후 꾸준히 증가하고 있다. 이에 따라 구의 전체 인구도 2009년 5월 이후 계속 증가하고 있다.
중구청의 청사가 있는 원도심과 영종도 사이에는 서로 직접 연결하는 도로가 없어 왕래가 불편하다. 이 때문에 영종동 주민센터 옆에 구청의 민원업무 등을 담당하는 〈인천중구 제2청사〉가 설치되어 있다.

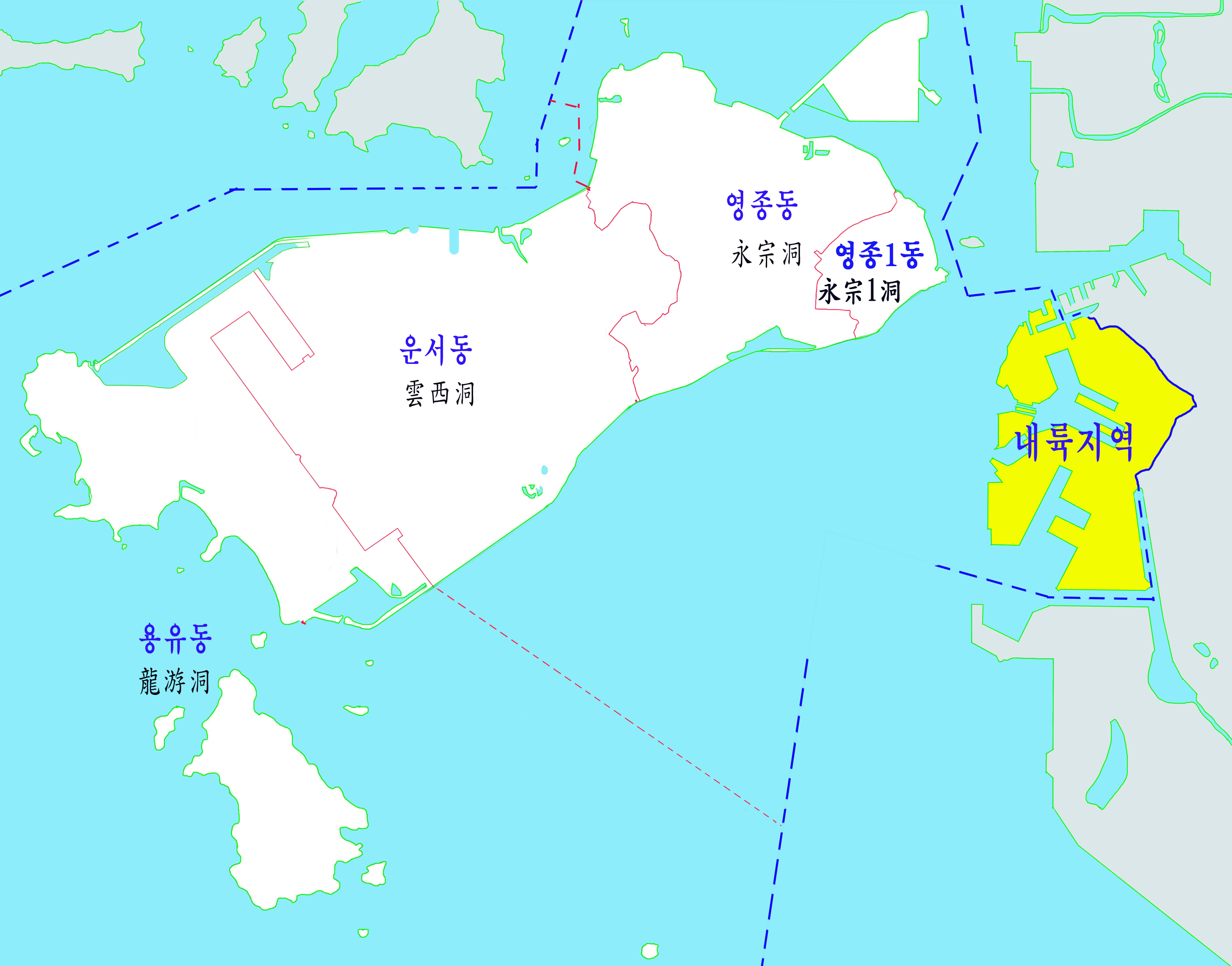
인천광역시 중구의 지도

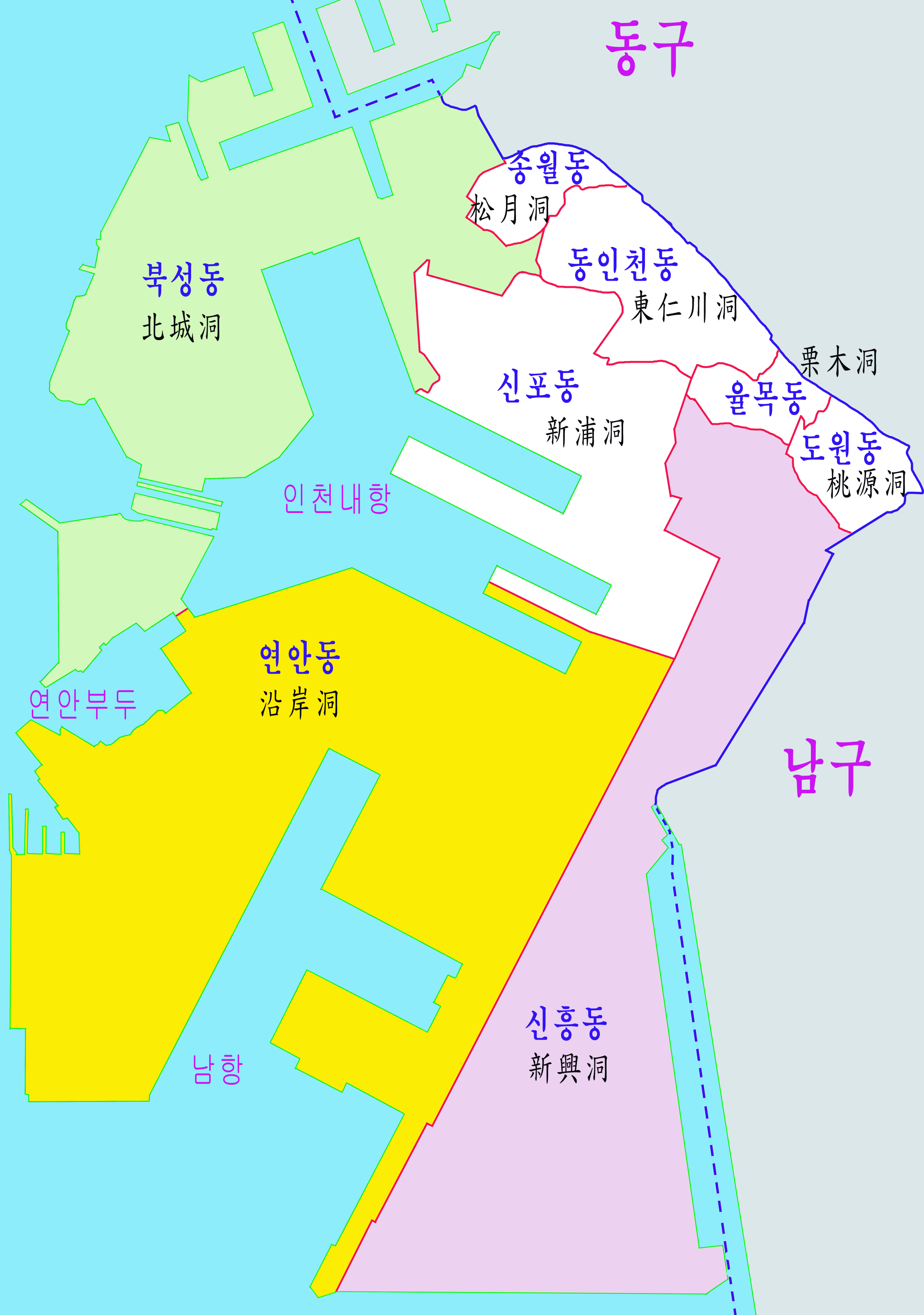
인천광역시 중구 내륙 지도

| 행정동   | 한자     | 면적 (km2) | 인구    | 세대   |
| 원도심권 | 원도심권 | 14.54      | 43,823  | 23,394 |
| -------- | -------- | ---------- | ------- | ------ |
| 연안동   | 沿岸洞   | 4.73       | 5,775   | 3,220  |
| 신포동   | 新浦洞   | 1.82       | 4,779   | 2,560  |
| 신흥동   | 新興洞   | 3.52       | 13,430  | 6,392  |
| 도원동   | 桃源洞   | 0.26       | 3,959   | 2,174  |
| 율목동   | 栗木洞   | 0.18       | 3,082   | 1,805  |
| 동인천동 | 東仁川洞 | 0.64       | 5,626   | 3,337  |
| 개항동   | 開港洞   | 3.24       | 7,172   | 3,906  |
| 영종도권 | 영종도권 | 125.82     | 109,108 | 52,566 |
| 영종동   | 永宗洞   | 31.58      | 22,378  | 11,554 |
| 영종1동  | 永宗1洞  | 1.90       | -       | -      |
| 영종2동  | 永宗2洞  | 3.50       | -       | -      |
| 운서동   | 雲西洞   | 50.29      | 36,098  | 20,401 |
| 용유동   | 龍游洞   | 38.55      | 3,739   | 2,463  |
| 총 계    | 총 계    | 140.36     | 152,931 | 75,960 |

### 도서 지역
- 영종도 : 인천국제공항이 있다.
- 무의도 : 법정동인 무의동의 본섬이다. 행정동으로는 용유동에 속한다.
- 실미도 : 무의도의 부속섬
- 팔미도 : 법정동이 무의동이긴 하나 멀리 떨어져 있다.

## 인구
- 인천 중구의 연도별 인구 추이[10]

| 연도   | 총인구    |  | 비고                                              |
| ------ | --------- |  | ------------------------------------------------- |
| 1980년 | 84,252명  |  |                                                   |
| 1985년 | 83,564명  |  |                                                   |
| 1990년 | 81,603명  |  | 1989년 편입 지역 : 영종동 7,027명, 용유동 2,427명 |
| 1995년 | 68,082명  |  |                                                   |
| 2000년 | 66,642명  |  |                                                   |
| 2005년 | 86,167명  |  |                                                   |
| 2010년 | 83,623명  |  |                                                   |
| 2015년 | 112,910명 |  |                                                   |
| 2019년 | 131,863명 |  |                                                   |

## 구청
- 현재 중구청은 인천광역시 중구 관동1가에 위치하고 있다.
- 인천광역시 중구 운남동(운남서로 100) 에 중구청 제2청사가 개청하였다.

## 교육 기관

### 육지
- 고등학교

|  | - 광성고등학교 - 인성여자고등학교 - 인일여자고등학교 - 제물포고등학교 | - 인천정보산업고등학교 - 인천여자상업고등학교 - 인천중앙여자상업고등학교 - 인천해사고등학교 |

### 영종
- 고등학교

|  | - 인천과학고등학교 - 인천국제고등학교 | - 인천공항고등학교 - 인천영종고등학교 - 인천하늘고등학교 - 영종국제물류고등학교 |

## 산업

### 수산업
원도심의 어업은 무역항인 인천항에서 출항하며
지방어항 및 어촌정주어항은 영종도권에 있다.
- 지방어항 : 대무의항, 광명항
- 어촌정주어항 : 영종항, 덕교항, 소무의항, 예단포항, 삼목항

## 교통

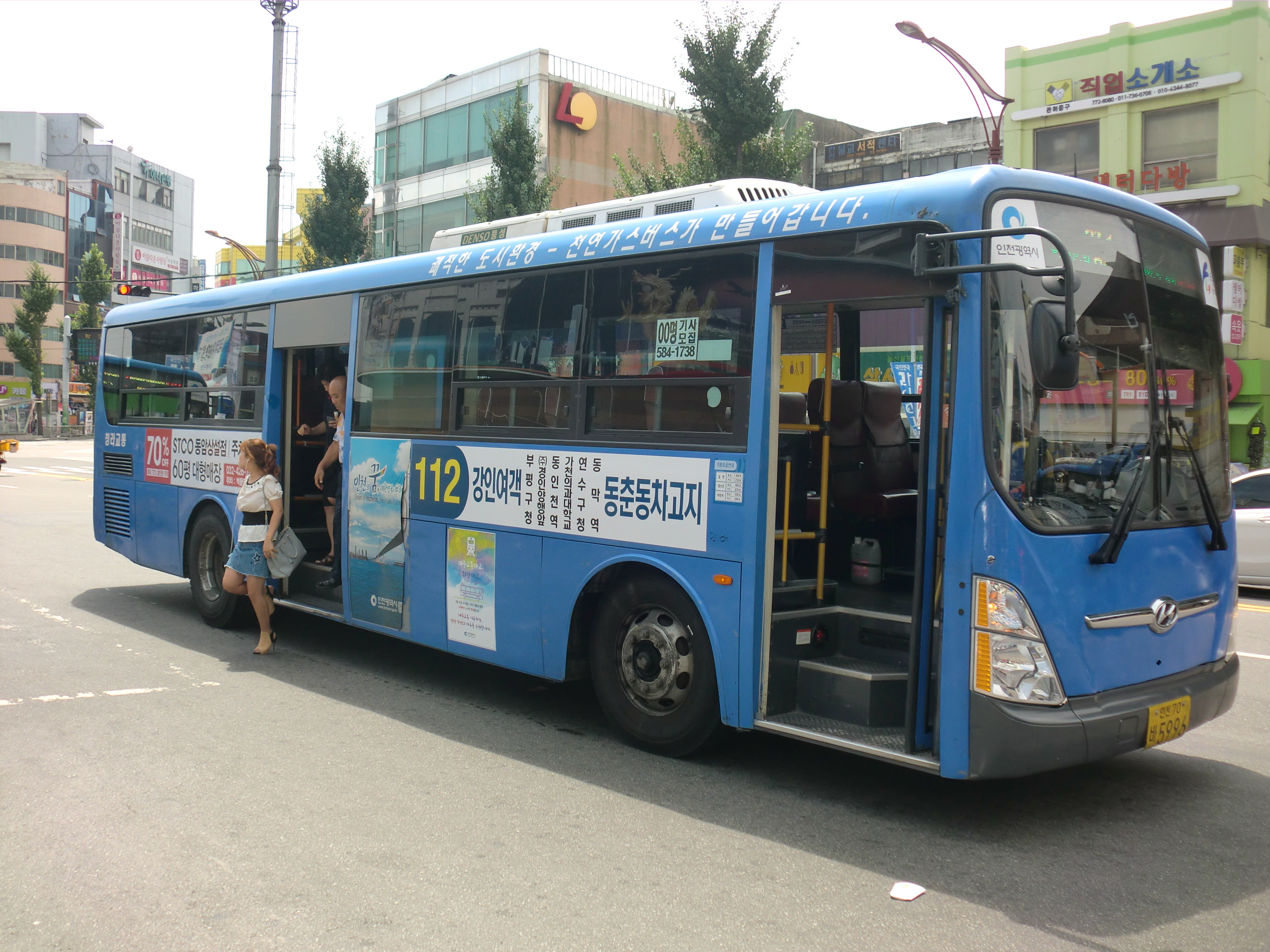
동인천역을 통과하고 있는 인천 112번 버스

### 영종용유지역

#### 항공
- 인천국제공항

#### 철도
- 공항철도

● 인천국제공항철도
(인천광역시 서구) ← 영종역 - 운서역 - 공항화물청사역 - 인천공항1터미널역 - 인천공항2터미널역
급행정차 : 인천공항1터미널역, 인천공항2터미널역
- 인천교통공사

- ● 인천공항 자기부상철도

(시종착역) ← 인천공항1터미널역 - 장기주차장역 - 합동청사역 - 파라다이스시티역 - 워터파크역 - 용유역

#### 도로
- 인천국제공항고속도로
  - 한상 나들목, 금산 나들목, 공항입구 분기점, 공항신도시 분기점

- 제2경인고속도로
  - 공항신도시 분기점, 영종 나들목

### 원도심 지역

#### 철도
- 한국철도공사

- ● 수도권 전철 1호선

(인천광역시 동구) ← 동인천역 - 인천역
급행정차 : 동인천역
환승역 : 인천역 (수도권 전철 수인·분당선)
- ● 수도권 전철 수인·분당선

(시종착역) ← 인천역 - 인천여객터미널역 → (미추홀구 (舊 남구(인천광역시)))
환승역 : 인천역 (수도권 전철 1호선)

#### 도로
- 수도권제2순환고속도로
  - 남항 교차로, 인천항사거리

- 국도 및 국지도 : 국도 제6호선, 국도 제42호선, 국도 제46호선, 국도 제77호선, 국가지원지방도 제84호선, 국가지원지방도 제98호선
- 기타 도로 : 서해대로, 축항대로, 제물량로, 인중로, 참외전로, 월미로, 월미문화로, 차이나타운로, 신포로 등

### 영종-원도심 간 교통
월미도에서 배가 운항되며, 제2공항철도가 제안되어 있다.

## 관광
- 인천 차이나타운은 짜장면의 탄생지이다.[11]
- 개항장 거리에 일본제1은행을 개조한 인천개항박물관과 대불호텔 등 근대 건축물이 있다.[12][13]
- 송월동 동화마을에 세계 동화를 소재로 여러 벽화와 조형물이 설치되어 있다.[14]

## 갤러리

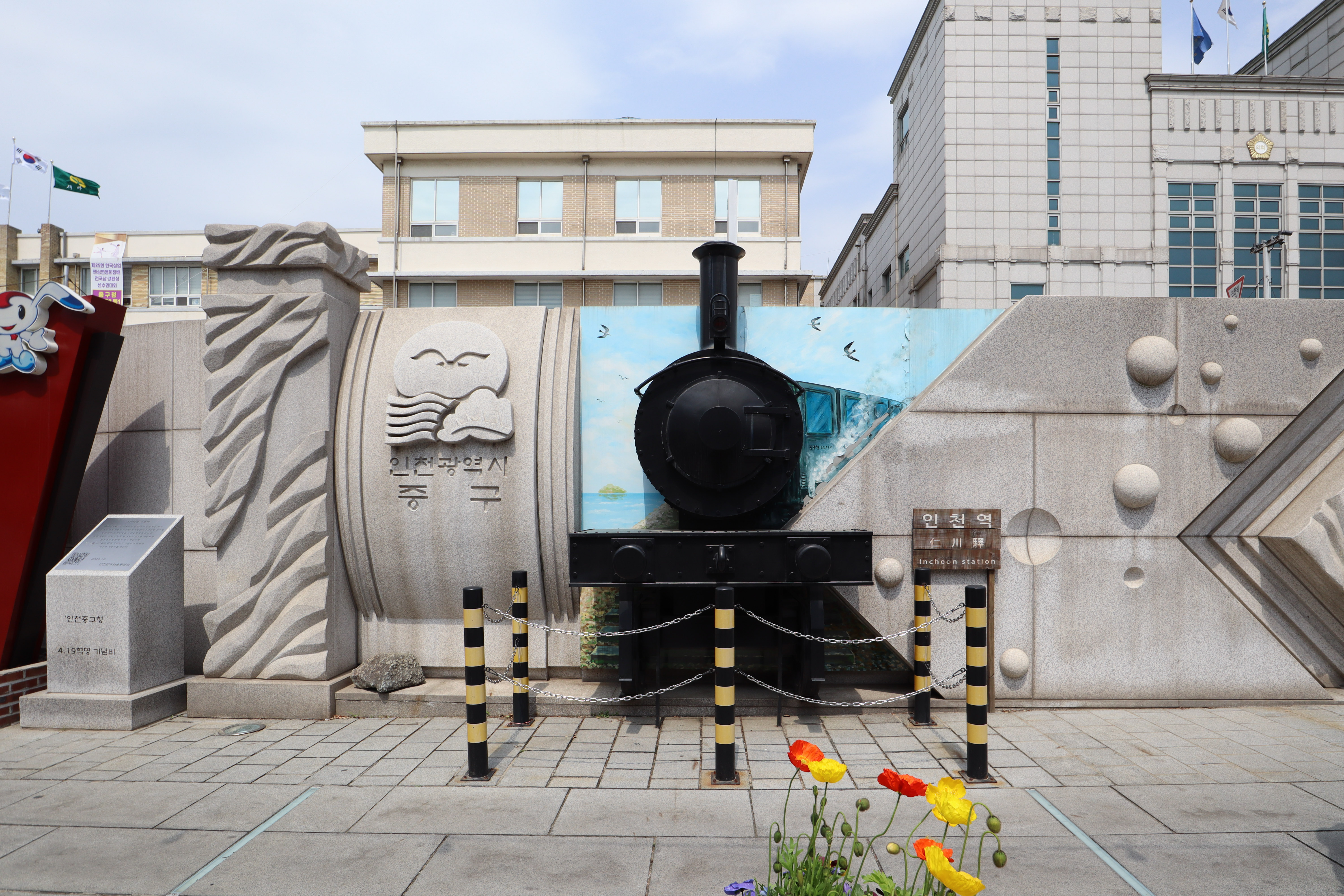
중구청사 조형물

## 자매 도시
| 지역 & 국가    | 도시               | 도시                                |
| -------------- | ------------------ | ----------------------------------- |
| 중화인민공화국 | 랴오닝성(辽宁省)   | 판진시(盘锦市)                      |
| 중화인민공화국 | 랴오닝성(辽宁省)   | 안산시(鞍山市) 첸산구(千山区)       |
| 중화인민공화국 | 산둥성(山东省)     | 웨이하이시(威海市) 환취구(环翠区)   |
| 중화인민공화국 | 산둥성(山东省)     | 칭다오시(青岛市) 스난구(石南区)     |
| 중화인민공화국 | 산둥성(山东省)     | 랴오청시(辽城市) 둥창푸구(东昌浦区) |
| 중화인민공화국 | 산둥성(山东省)     | 쯔보시(淄博市) 보산구(宝山区)       |
| 중화인민공화국 | 산둥성(山东省)     | 린이시(临沂市) 란산구(博山区)       |
| 중화인민공화국 | 저장성(浙江省)     | 원저우시(温州市)                    |
| 일본           | 지바현             | 나리타시                            |
| 베트남         | 카인호아성(庆和省) | 냐짱(芽庄市)                        |

## 같이 보기
- 동구